# Yuba Bharati Krirangan
Das Yuba Bharati Krirangan (bengalisch যুব ভারতী ক্রীড়াঙ্গন IAST yuba bhāratī krīṛāṅgan; deutsch Sportstätte der indischen Jugend; auch bekannt als Salt Lake Stadium) ist ein Fußballstadion mit Leichtathletikanlage im Stadtteil Bidhan Nagar (Salt Lake City) von Kalkutta, Bundesstaat Westbengalen. Der volle Name des Stadions lautet Vivekananda Yuba Bharati Krirangan.

## Geschichte
Die Anlage wurde am 25. Januar 1984 durch Jyoti Basu, damaliger Chief Minister von Westbengalen, eingeweiht. Die Arena war mit ihren 120.000 Plätzen in einer dreistöckigen Anlage, bis zur Renovierung 2014, nach dem Strahov-Stadion in Tschechien und dem Stadion des 1. Mai in Nordkorea das drittgrößte Stadion der Welt. Sie ist Eigentum der Regierung von Westbengalen und dient hauptsächlich als Austragungsort von Fußballspielen und Leichtathletikwettkämpfen. Die Arena hat eine Fläche von 309.200 m². Der Kunstrasenplatz hat die Maße von 105 × 70 Meter. Die Flutlichtanlage mit ihren 624 Halogenmetalldampflampen mit je zwei Kilowatt bietet eine Beleuchtungsstärke von 1.500 Lux. Überdacht ist es mit einer freischwingenden Stahlrohr-Konstruktion, die mit Aluminiumblechen gedeckt ist.
1987 fanden hier die Leichtathletikwettbewerbe der Südasienspiele statt. Dafür wurde 1986 eine Tartan-Leichtathletikanlage verlegt. Den Grundstein dazu legte der vierfache Leichtathletik-Olympiasieger Emil Zátopek am 22. Februar des Jahres. Des Weiteren wurden 1987 zwei große Videowände im Stadion installiert. Zusätzlich werden verschiedene nationale Wettkämpfe im Stadion ausgetragen.
Zu den regelmäßigen Großereignissen gehören die Stadtderbys von Kingfisher East Bengal und des Mohun Bagan AC, zwei der erfolgreichsten Mannschaften des indischen Fußballs. Das Derby am 13. Juli 1997 lockte die Rekordkulisse 131.000 Besucher in das Stadion. Es ist ebenfalls Heimstadion zweier weiterer I-League-Klubs aus Kalkutta, dem Mohammedan Sporting Club und von Prayag United. Auch die indische Fußballnationalmannschaft trägt ihre Heimspiele häufig in dem Stadion aus. Aus der neugegründeten Fußballliga Indian Super League (ISL) trägt Atlético de Kolkata seit 2014 seine Heimspiele im Salt Lake Stadium aus.
Im Yuba Bharati Krirangan bestritt Oliver Kahn am 27. Mai 2008, im Rahmen einer Asienreise des FC Bayern München, vor ausverkauftem Haus sein letztes Profispiel. Der FC Bayern München gewann an diesem Abend gegen Mohun Bagan SC mit 3:0 Toren. Zu einem Länderspiel trafen am 2. September 2011 die Fußballnationalmannschaften von Argentinien und Venezuela aufeinander. Durch ein Tor in der 67. Minute von Nicolás Otamendi, nach einer Ecke von Lionel Messi, gewann Argentinien mit 1:0 Toren.

## Renovierung
Das größte Stadion Indiens befand sich im Frühjahr 2013 nach fast 30 Jahren in einem stark renovierungsbedürftigen Zustand. Aus diesem Grund schrieb der Generalsekretär vom Mohun Bagan SC an den Sportminister von Westbengalen und bat um umgehende Investitionen. Die Kunstrasenspielfläche führte bei Spielern zu Verletzungen. Die Zuschauer hätten keinen Zugang zu funktionierenden Toiletten oder sauberem Wasser. Es gab während Spielen mehrere Stromausfälle im Stadion, die ohne größere Auswirkungen blieben. Käme es während eines Stromausfalles in der Dunkelheit zu einer Massenpanik, so könnte dies zu einer Katastrophe führen. Aufgrund der Zustände würden mehr und mehr Spiele in andere Stadien verlegt. Eine Renovierung war auch im Hinblick auf die 2014 gestartete Fußballliga Indian Super League und dem im Stadion beheimateten Fußball-Franchise Atlético de Kolkata notwendig. Darüber hinaus findet 2017 die U-17-Fußball-Weltmeisterschaft in Indien statt und Kalkutta steht mit dem Yuba Bharati Krirangan auf der Liste der möglichen Austragungs- und Endspielorte. Im Sommer 2013 wurde die Renovierung wie auch die Senkung der Zuschauerkapazität beschlossen.
Zum Start der Indian Super League 2014 im Oktober des Jahres präsentierte sich das Stadion in renoviertem Zustand. Um den Komfort für die Besucher zu steigern, wurden die Stehplatzbereiche mit mehr als 35.000 Kunststoffsitzen ausgerüstet, womit das Yuba Bharati Krirangan zu einem reinen Sitzplatzstadion wurde. Insgesamt senkte man aus Komfort- und Sicherheitsgründen das Fassungsvermögen auf 68.000 Zuschauer. Die Besucher haben mehr Platz auf ihren Sitzen und durch die Herabsetzung soll der Andrang in den Pausen auf den Gängen, Toiletten sowie den Getränke- und Essensständen gemindert werden. Des Weiteren wurden der Sanitärbereich mit den Toiletten und 20 Waschräumen renoviert, Die neugestalteten Umkleidekabinen der Spieler wurden mit Whirlpool und Kaltwasserbad ausgestattet. Darüber hinaus wurden 24 Firmen-Logen mit Platz für 120 Personen, zweigeteilt mit je 60 Plätzen, eingerichtet. Im Stadion stehen den Fans 140 Getränke- und Essensstände zur Verfügung. An Spieltagen stehen Transportmöglichkeiten zum nächstgelegenen Bahnhof oder U-Bahn-Station bereit. Seit 2015 hat das Stadion wieder eine Spielfläche aus Naturrasen.
Für die U-17-Fußball-Weltmeisterschaft 2017 werden noch einmal 17 Millionen Euro in das Stadion investiert. Die Arbeiten sollen im September 2015 beginnen und ein Jahr dauern. Es sollen unter anderem Logen für 400 Personen entstehen und eine Videoüberwachungsanlage mit über 1.000 Kameras installiert sowie zusätzliche Notausgänge geschaffen werden. Nach den Umbauten soll das Stadion wieder rund 80.000 Plätze bieten.